# Acidulante

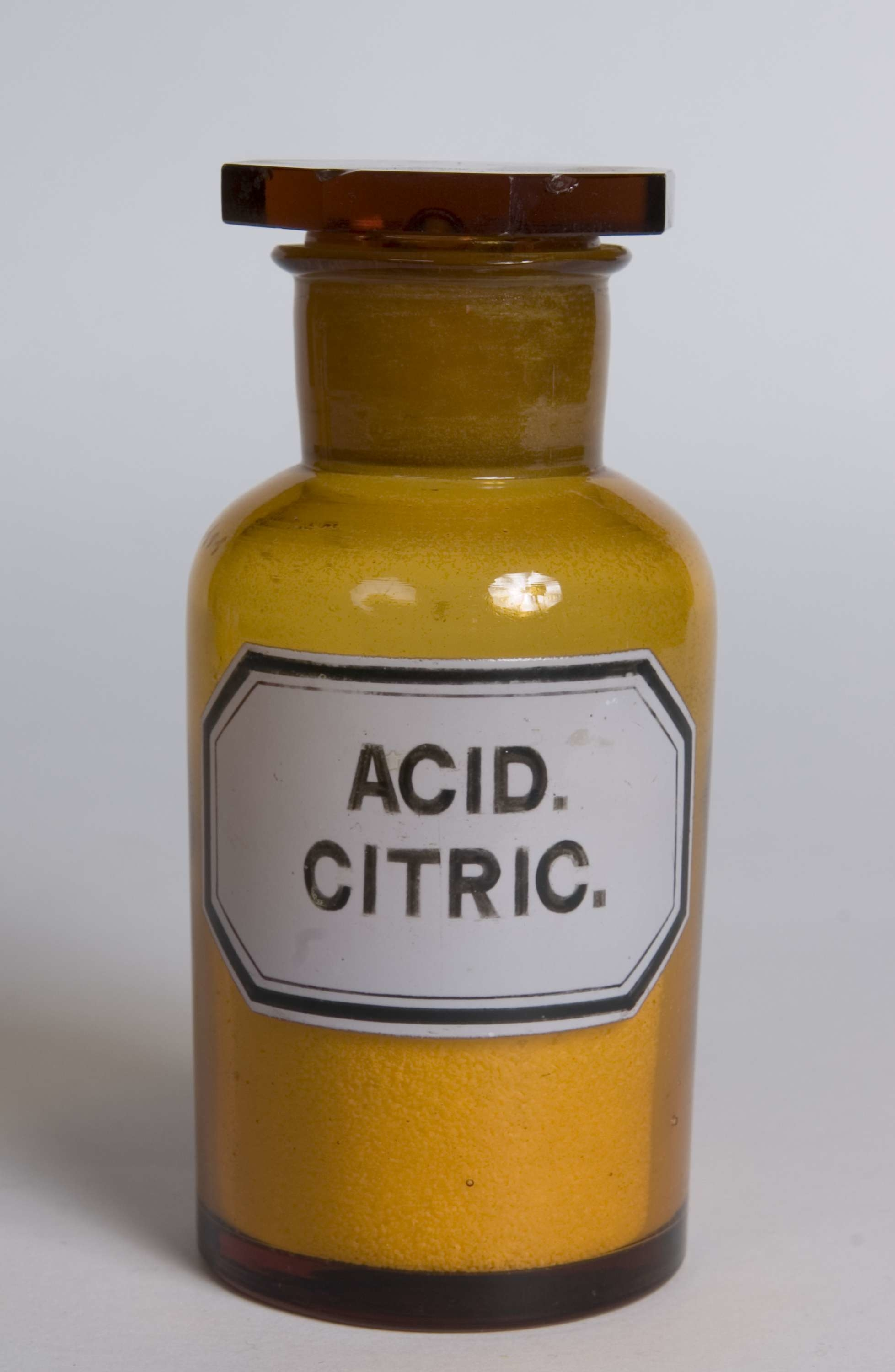
Frasco contendo ácido cítrico.

Acidulantes são substâncias adicionadas a gêneros alimentícios com a função de intensificar o gosto ácido (azedo) de alimentos acidulantes,no processamento de alimentos são usados ácidos orgânicos tais como ácido cítrico e inorgânicos como ácido fosfórico e outros. São adicionados, também, os sais desses ácidos, principalmente os sais de sódio para controle de pH (acidez ativa) e do gosto, assim como outras propriedades desejáveis no produto manufaturado. ácido cítrico e ácido tartárico, por fermentação são obtidos os ácidos cítricos, lático, acético e fumárico. Por meio de síntese, são fabricados os ácido málico, ácido acético e o ácido fosfórico. Em relação a conservação, o pH ácido desfavorece o crescimento microbiano.